# Premiärminister
Premiärminister (förste minister) är titeln för regeringschefen i många länder, till exempel Frankrike, Indien och Storbritannien. Den motsvaras i Tyskland och Österrike av förbundskansler och i de nordiska länderna av statsminister  (i Danmark användes dock titeln premiärminister, på danska premierminister, 1848-1854).
Se vidare artikeln regeringschef.

## Artiklar om premiärministerposter i olika länder
- Australiens premiärminister
- Belgiens premiärminister
- Frankrikes premiärminister
- Georgiens premiärminister
- Indiens premiärminister
- Iraks premiärminister
- Israels premiärminister
- Japans premiärminister
- Kanadas premiärminister
- Nya Zeelands premiärminister
- Papua Nya Guineas premiärminister
- Portugals premiärminister
- Rysslands premiärminister
- Slovakiens premiärminister
- Storbritanniens premiärminister
- Tjeckiens premiärminister

## Listor över premiärministrar i olika länder
- Albaniens premiärministrar
- Nederländernas premiärministrar
- Storbritanniens premiärministrar
- Vietnams premiärministrar